# Luke Schenn
Luke Schenn (Saskatoon, 2 novembre 1989) è un hockeista su ghiaccio canadese.

## Palmarès

### Mondiali
- 1 medaglia:
  - 1 argento (Svizzera 2009)